# 沃利 (愛達荷州)
沃利（英語：Worley）是一個位於美國愛達荷州庫特內縣的城市。

## 地理
沃利的座標為47°23′57″N 116°55′10″W / 47.39917°N 116.91944°W，而該地的平均海拔高度為811米（即2661英尺）。

## 人口
根據2020年美國人口普查的數據，沃利的面積為0.50平方千米，當中陸地面積為0.50平方千米，而水域面積為0.00平方千米。當地共有人口253人，而人口密度為每平方千米506人。